# Antoni Janik (ratownik)
Antoni Janik (ur. 4 maja 1930 w Sieniawie – zm. 1 listopada 2017 w Zakopanem) – taternik, ratownik i przewodnik tatrzański, młodszy brat Stanisława Janika.
Prawie całe dorosłe życie związał z Tatrami. Uprawiał taternictwo i narciarstwo. Był instruktorem taternictwa, od 1954 r. ratownikiem Grupy Tatrzańskiej GOPR, a następnie TOPR oraz od 1954 r. przewodnikiem tatrzańskim. Jako zawodowy ratownik w latach 1959-1985 wziął udział w 418 wyprawach ratunkowych oraz pomógł ponad 300 kontuzjowanym narciarzom. Otrzymał godności instruktora seniora ratownictwa górskiego oraz członka honorowego TOPR.